# Rohdea (dier)
Rohdea is een geslacht van eenoogkreeftjes uit de familie van de Chondracanthidae. De wetenschappelijke naam van het geslacht is voor het eerst geldig gepubliceerd in 1992 door Kabata.

## Soorten
- Rohdea cryptopoda Kabata, 1992